# Турнір пам'яті Валерія Лобановського 2007
Турнір пам'яті Валерія Лобановського 2007 — п'ятий офіційний турнір пам'яті Валерія Лобановського, що проходив у Києві з 21 по 23 серпня 2007 року.

## Учасники
У турнірі взяли участь чотири збірні:
- Україна (U-21) (господарі)
- Ізраїль (U-21) (переможці попереднього турніру)
- Сербія (U-21)
- Молдова (U-21)

## Регламент
Кожна з команд стартувала з півфіналу, переможці яких виходили до фіналу, а клуби, що програли зіграли матч за 3-тє місце.

## Матчі

### Півфінали
| 21 серпня 2007 19:00 |

| Україна (U-21)     | 1:1      | Ізраїль (U-21) |
| ------------------ | -------- | -------------- |
| Микола Морозюк 77' | Протокол | 2' Ітай Шехтер |

| «Динамо» імені Валерія Лобановського, Київ |

|                                                 |     | Пенальті                               |  |
| Кравченко · Олійник · Антонов · Морозюк · Зелді | 4:5 | Габай · Азріель · Ган · Натхо · Шехтер |  |

| 21 серпня 2007 15:00 |

| Сербія (U-21) | 1:1 | Молдова (U-21) |
| ------------- | --- | -------------- |
|               |     |                |

| НТК ім. Баннікова, Київ |

|  |     | Пенальті |
|  | 7:6 |          |

### Матч за 3-тє місце
| 23 серпня 2007 15:00 |

| Україна (U-21)                                                  | 3:1      | Молдова (U-21)     |
| --------------------------------------------------------------- | -------- | ------------------ |
| Олексій Антонов 53' Костянтин Кравченко 81' Віталій Мандзюк 90' | Протокол | 45+2' Микола Рудак |

| НТК ім. Баннікова, Київ |

### Фінал
| 23 серпня 2007 18:00 |

| Ізраїль (U-21)                   | 2:0      | Сербія (U-21) |
| -------------------------------- | -------- | ------------- |
| Ітай Шехтер 41' Моше Бен Лулу ?' | Протокол |               |

| НТК ім. Баннікова, Київ |

## Переможець
| Володар Кубка Лобановського |
| --------------------------- |
| Ізраїль (U-21) 2-й титул    |